# 筑前岩屋駅
筑前岩屋駅（ちくぜんいわやえき）は、福岡県朝倉郡東峰村大字宝珠山にある、JR九州バスが運行を行っている日田彦山線BRT（BRTひこぼしライン）のバス停留所である。
九州旅客鉄道（JR九州）日田彦山線の鉄道駅でもあるが、2017年（平成29年）に発生した九州北部豪雨の影響により、鉄道駅は休止中の扱いである。

## 歴史
- 1956年（昭和31年）3月15日：日田線彦山 - 大行司間延伸に伴い開業[1][2]。
- 1960年（昭和35年）4月1日：日田線の彦山線との区間統合により日田彦山線の所属となる[3]。
- 1971年（昭和46年）3月16日：荷物扱い廃止[4]。無人駅となる[5]。
- 1987年（昭和62年）4月1日：国鉄の分割民営化により九州旅客鉄道の駅となる[2][6]。
- 1997年（平成9年）5月3日：駅舎改築[7]。

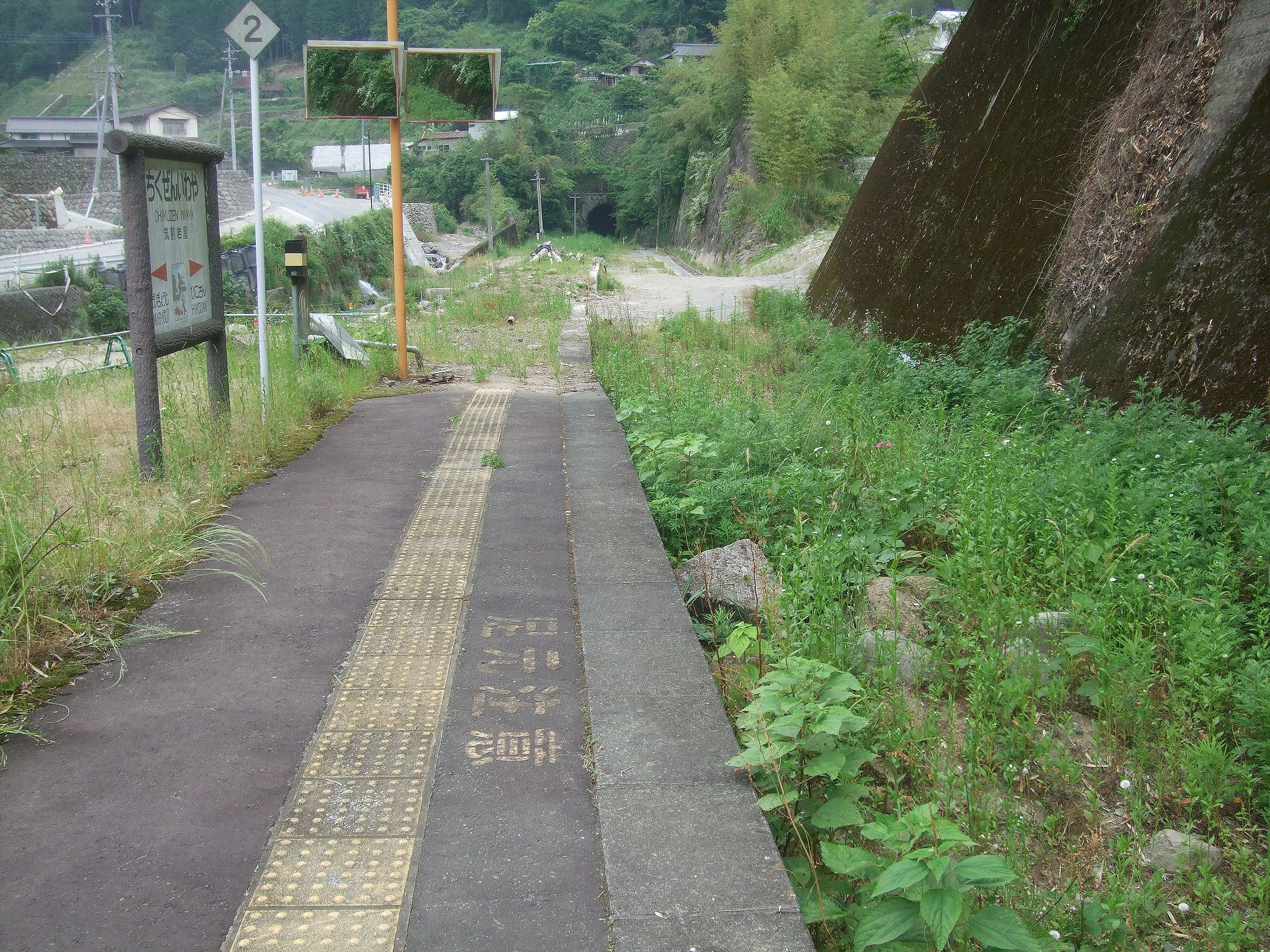
九州北部豪雨で被災した駅構内。列車が発着していた線路（ホームの右側）は土砂に埋まり、ホームの一部は崩壊した

- 2017年（平成29年）7月5日：平成29年7月九州北部豪雨の影響により鉄道路線ごと休止。また、当駅構内に土砂流入が発生し、駅と隣接する道路を結ぶ橋も流出した[8]。
- 2018年（平成30年）
  - 2月1日：当駅と大行司駅の間にジャンボタクシーの運行を開始[9]。
  - 3月17日：当駅付近発着・経由の代行バスの運行を開始、当初の発着所は、駅から大行司駅寄りに400メートル離れた「阿弥陀堂橋」（県道52号と県道107号の分岐点）にあった[10]。
- 2020年（令和2年）3月14日：代行バスの発着所が阿弥陀堂橋から当駅前の広場に変更となる。
- 2023年（令和5年）8月28日：日田彦山線BRTが開業。鉄道敷やプラットホームなどを撤去して整備した専用道上の乗降場を発着する。

## 駅構造
駅舎に面した鉄道ホームの跡地にBRT専用道および乗降場が設けられており、当駅で上下便の交換が可能となっている（専用道区間で上下便が交換可能な駅は、彦山駅 - 当駅 - 宝珠山駅）。添田方面は駅舎に隣接して乗降場が設けられ、日田方面は対向側に待合ブースが設けられている。待合ブースには、BRTのシンボルとなっている多連アーチ橋（めがね橋）がデザインされている。

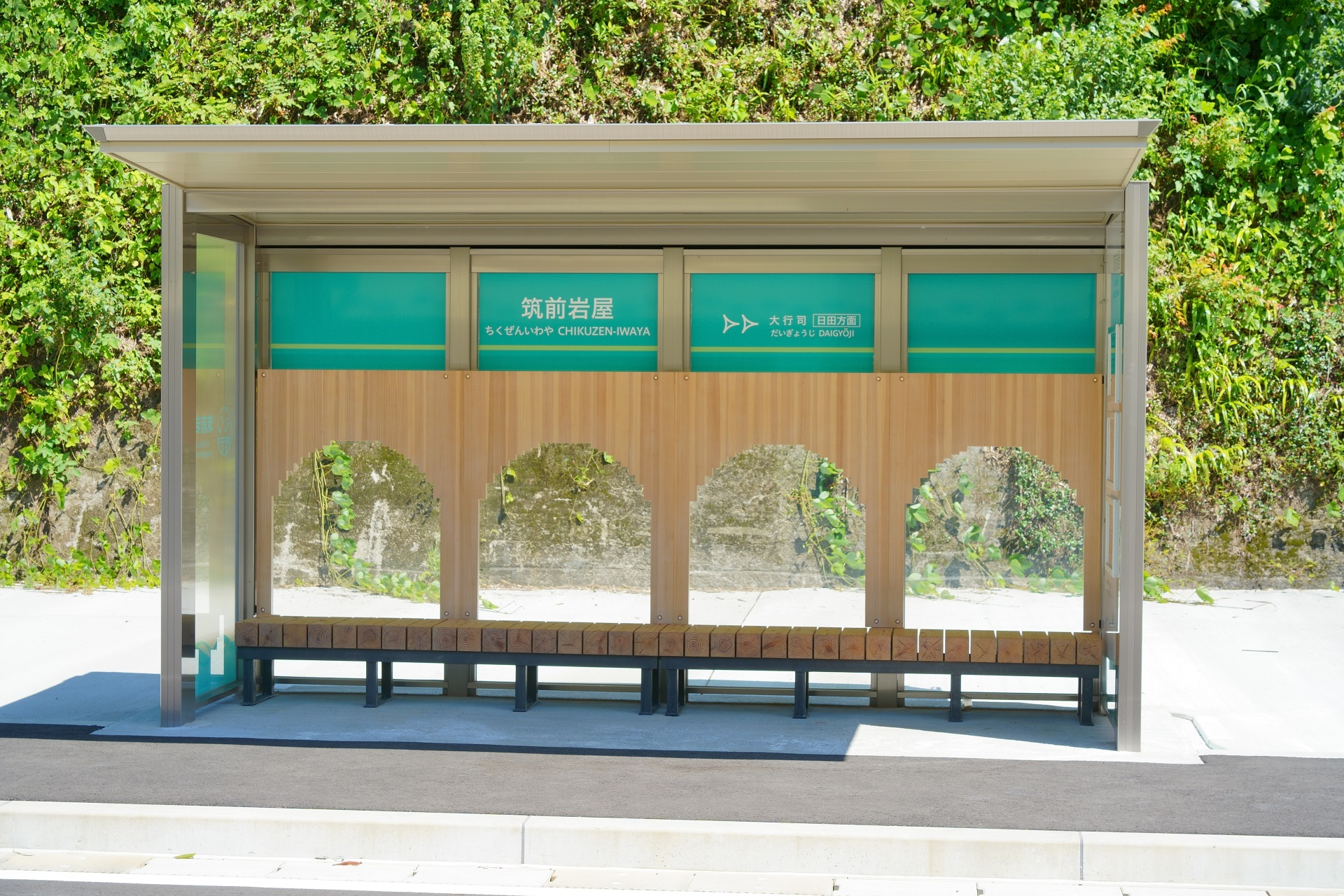
日田方面のBRTのりば（2023年9月）

駅舎は1997年（平成9年）に落成したもので、消防団の倉庫と合築されている。近隣の岩屋神社を模した木造平屋建て建築となっている。改築前は山小屋風の駅舎だった。
鉄道駅としては、単式ホーム1面1線を有する地上駅で無人駅だったが、元々は島式ホーム1面2線だった。鉄道駅当時は、駅舎側の線路は撤去されており、使用されているのは1線のみであった。ホームから駅舎へは、この使われていない線路跡を構内踏切で渡っていた。

## 駅周辺

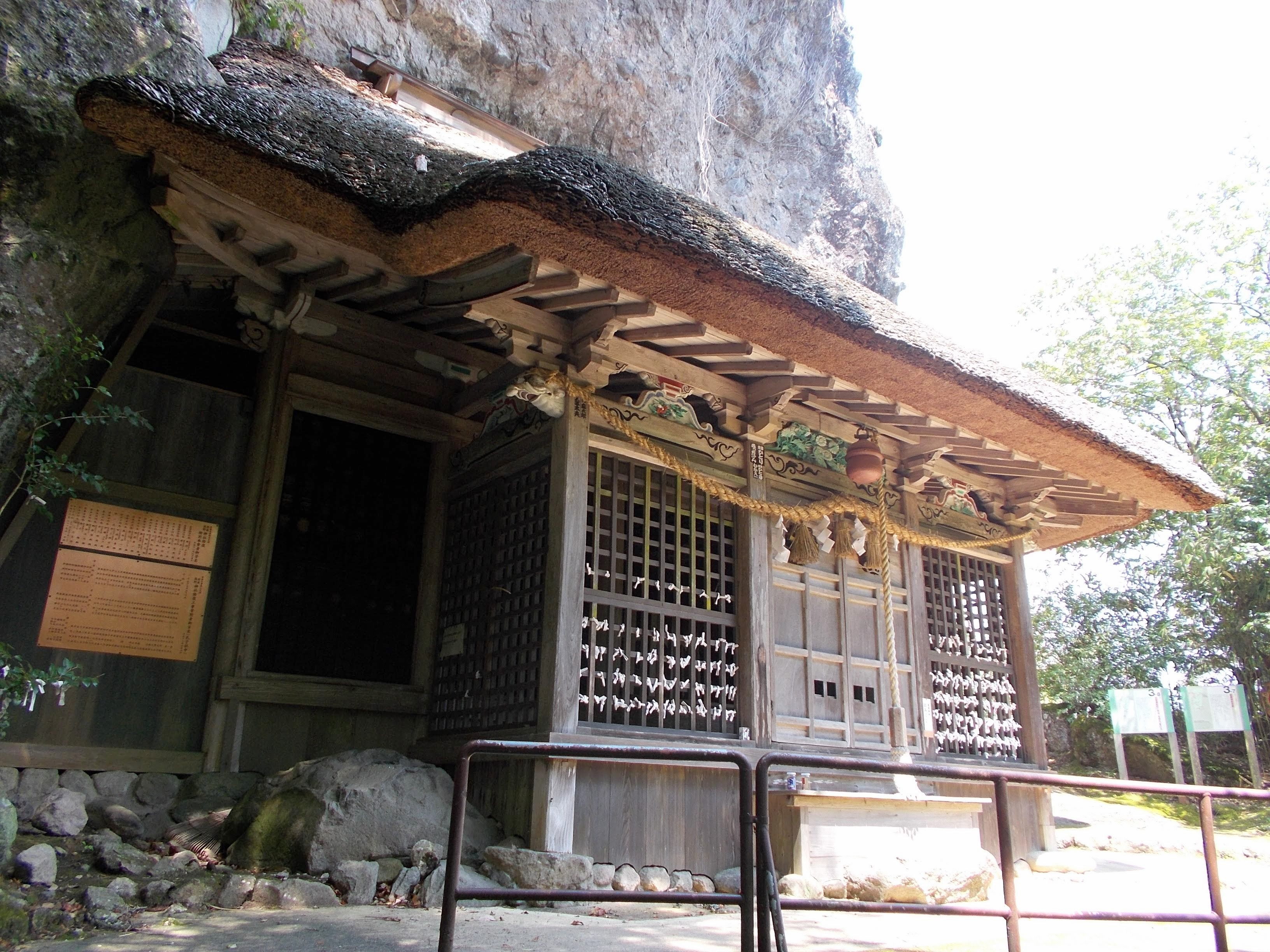
岩屋神社本殿（国の重要文化財指定）

駅脇には日田彦山線釈迦岳トンネルの湧水が引かれている（岩屋湧水）。この湧水は元は旧国鉄が蒸気機関車の給水用に、トンネルの掘削時に湧出した地下水を引く導水管を敷設したものである。その後2003年に地元の宝珠山村（当時）が給水場を整備した。当初は誰でも自由に汲める湧水であったが、2008年に環境省が平成の名水百選に選出したことで訪問者が急増し、悪質な例も続出したことから、2009年12月以降は有料の自動給水装置による供給に変更されている。
- 竹地区の棚田 - 日本の棚田百選。駅から北に徒歩約10分と紹介されているが[14]、上り坂で約20分、下り坂で約15分をみると良い[15]
- 千代丸温泉
- 岩屋キャンプ場
- 岩屋神社
- 福岡県道52号八女香春線
- 福岡県道・大分県道107号宝珠山日田線

## 隣の駅
九州旅客鉄道（JR九州）
■日田彦山線（休止中）
彦山駅 - 筑前岩屋駅 - 大行司駅
JR九州バス・九州旅客鉄道（JR九州）
■日田彦山線BRT（BRTひこぼしライン）
深倉駅 - 筑前岩屋駅 - 大行司駅
なお、BRT開業前の列車代行バスでは、彦山駅との間は県道52号を大行司駅方面へ向かった後、国道211号・国道500号を経由するルートへ迂回しており、途中の停車場所として「宝珠山庁舎前」・「小石原庁舎前」が設けられていた。